# زرین غزال
زرین غزال شرکت ایرانی تولیدکننده لبنیات است که در شیراز قرار دارد. از جمله محصولات این شرکت تولید بستنی با نام تجاری دایتی و لبنیات با نام تجاری آپادا است.

## تاریخچه
این شرکت با با زیربنای ۴۸ هزار متر مربع و در زمینی به مساحت ۱۰ هکتار در شهرک صنعتی شیراز در سال ۸۴ به بهره‌برداری رسید. یکی از مهم‌ترین محصولات آن‌ها تولید بستنی با نام تجاری دایتی و لبنیات با نام تجاری آپادا می‌باشد. این شرکت تولید بستنی را از سال ۱۳۸۴ و تولید لبنیات را از سال ۱۳۸۷ آغاز نمود.

## تولید
گروه صنعتی زرین غزال بیش از ۶۰ نوع بستنی تولید می‌کند و روزانه ۵۰۰ تن ظرفیت فرآوری شیر دارد.

## سهم بازار
در سال ۱۳۸۹ حدود ۴۰ درصد بازار بستنی و لبنیات ایران به دایتی تعلق داشت و در زمینه صادرات بستنی به کشورهای حوزه خلیج فارس نیز بازار بسیار خوبی داشت و دوغ تولیدی این شرکت به کشورهای کویت و بحرین صادر می‌شود.

## کارکنان
بر اساس آمار سال ۱۳۸۹ بیش از ۸ هزار نفر در این مجموعه مشغول به‌کار بوده‌اند.

## زیر مجموعه‌ها
شرکت‌های زیر مجموعه این گروه صنعتی عبارتند از
- دایتی (بستنی)
- آپادا (لبنیات)
- پارسیرنگ (تخم‌مرغ)
- فرزیس (تولید شیر)
- دایتیران (حمل و نقل)